# 吉野綾

吉野 綾（よしの あや、1969年7月3日 -  ）は、福岡県を拠点に活動しているローカルタレント。福岡市出身。血液型はO型。

## 来歴・人物
1990年代、吉本興業に所属し、グラビアアイドルとして活動していた異色の経歴を持つ。結婚を機に引退していたが、離婚し芸能活動を再開。1児の母。
2006年3月でレギュラー番組が終了したり、担当を交代したために一時的にレギュラー番組がなくなっていたが、過去の人気もあって2007年4月にNBCラジオ佐賀の番組でレギュラー復帰した。
吉本に契約時、スケベ芸人数人がいるのでその芸人とは付き合いはしない様にと当時の吉本首脳陣の某氏の一人からその芸人達を記したブラックリストを見せられたと言う逸話がある。

## 現在の担当番組
- GO!GO!ワイド（木・金曜13:00-16:05）（宮崎放送）※「吉野あや」名義で出演。（東国原英夫の一番弟子早川伸吾（2012年3月まで）、2012年4月から上岡信夫（元MRTアナウンサー、現:フリーアナウンサー）とのコンビ）

## 過去の担当番組
- おはこんラジオOh!よしのや!!（NBCラジオ佐賀　月曜、火曜 2007年4月〜2008年3月まで）
- ホークス歌の応援団（RKBラジオ、2002〜2006年3月まで）
- ザ・ミュージックキャバレー（RKBラジオ、日曜18:10〜20:00、2003年10月〜2006年3月まで）
- スター高橋 ドッキリ!マル秘報告（KBCラジオ、2006年3月まで）
- 夜はこれから!AM派宣言（KBCラジオ、2005年10月から2006年3月まで月・火曜アシスタント）
- おかえりラジオ（RKBラジオ）
- 晴れ!ときどきヒーマン（RKBラジオ）
- ヒーマンよしののおかえりラジオ（RKBラジオ）
- おとなのえほん（サンテレビジョン） - 吉本在籍時に出演
- よしもと新喜劇 (1991年4月〜  ) (毎日放送)

## ディスコグラフィ
- 男と女の姓名判断（1991年12月21日、キングレコード） - 服部宝観とのデュエット

## 関連人物
- ヒーマン
- よしのがり牟田
- 岡部はち郎
- 坂口卓司
- 高橋徹郎
- 早川伸吾